# Hemimorfit
Hemimorfit, eller tidigare kiselgalmeja, är ett mineral, som består av ett vattenhaltigt basiskt zinksilikat med 54,3 % zink (eller 67,5 % räknat som ZnO). Det är ett sorosilikat Det kristalliserar rombiskt, ofta i små platta kristaller, som är samlade i grupper av mycket varierande form. Dessa aggregat är ofta blåvit randiga, med inblandning av mörk matrix. Mineralet, som avger vatten vid rödglödgning, kan förväxlas med krysokolla, smithsonit och turkos.

## Förekomst
Hemimorfit förekommer ofta tillsammans med zinkspat och är tillsammans med denna en viktig zinkmalm, med brytning i bland annat Kärnten, Derbyshire, Wenshan (Kina), Sibirien och Nordamerika. Hemimorfit är ovanlig i Sverige men förekommer i Garpenbergsgruvans mullmalmer, i Hasselhöjdens kalkbrott samt i Lovisagruvan.
Fyndplatser är även kända i  Algeriet, Australien, Italien, Mexiko, Namibia, Österrike och USA.

## Etymologi
Mineralets äldre namn kommer av den belgiska gruvorten Kelmis. På franska heter orten La Calamine vilket försvenskats till galmeja.
Namnet hemimorfit kommer ifrån grekiska orden ἥμισυς (hémisys) och μορφή (morfé), vilka betyder halv respektive form. Namnet syftar på de kristallografiska egenskaperna.

## Användning
Efter zinkblände kommer hemimorfit som nummer två i betydelse som zinkmalm.

### Allmänna källor
- Meyers varulexikon, Forum, 1952
- http://www.tumblr.com/tagged/kiselgalmeja
- http://paranormal.se/topic/hemimorfit.html